# Kevin Velasco
Kevin Andrés Velasco Bonilla, noto semplicemente come Kevin Velasco (Cali, 30 aprile 1996), è un calciatore colombiano, centrocampista dell'Athl. Paranaense in prestito dal Puebla.

## Carriera

### Club
Cresciuto nel Cúcuta Deportivo, debutta in prima squadra il 15 febbraio 2017 in occasione dell'incontro di Categoría Primera B vinto 1-0 contro il Boyacá Chicó.

### Nazionale
Nel 2022 ha giocato una partita nella nazionale colombiana.

## Statistiche

### Presenze e reti nei club
Statistiche aggiornate al 26 dicembre 2021.
| Stagione        | Squadra          | Campionato      | Campionato | Campionato | Coppe nazionali | Coppe nazionali | Coppe nazionali | Coppe continentali | Coppe continentali | Coppe continentali | Altre coppe | Altre coppe | Altre coppe | Totale | Totale |
| Stagione        | Squadra          | Comp            | Pres       | Reti       | Comp            | Pres            | Reti            | Comp               | Pres               | Reti               | Comp        | Pres        | Reti        | Pres   | Reti   |
| --------------- | ---------------- | --------------- | ---------- | ---------- | --------------- | --------------- | --------------- | ------------------ | ------------------ | ------------------ | ----------- | ----------- | ----------- | ------ | ------ |
| 2017            | Cúcuta Deportivo | B               | 4          | 0          | CC              | 0               | 0               |                    | -                  | -                  |             | -           | -           | 4      | 0      |
| 2017            | Atlético FC      | B               | 10         | 2          | CC              | 0               | 0               |                    | -                  | -                  |             | -           | -           | 10     | 2      |
| 2018            | Atlético FC      | B               | 14         | 5          | CC              | 1               | 0               |                    | -                  | -                  |             | -           | -           | 15     | 5      |
| 2018            | Deportivo Cali   | A               | 12         | 2          | CC              | 2               | 0               |                    | -                  | -                  |             | -           | -           | 14     | 2      |
| 2019            | Deportivo Cali   | A               | 35         | 2          | CC              | 5               | 0               | CS                 | 4                  | 1                  |             | -           | -           | 44     | 3      |
| 2020            | Deportivo Cali   | A               | 15         | 1          | CC              | 1               | 0               | CS                 | 4                  | 0                  |             | -           | -           | 20     | 1      |
| 2021            | Deportivo Cali   | A               | 42         | 2          | CC              | 6               | 1               | CS                 | 2                  | 0                  |             | -           | -           | 50     | 3      |
| Totale carriera | Totale carriera  | Totale carriera | 132        | 14         |                 | 15              | 1               |                    | 10                 | 1                  |             | -           | -           | 157    | 16     |

## Palmarès

### Club

#### Competizioni nazionali
- Campionato colombiano: 1

Deportivo Cali: 2021-II